# クルスク戦線
クルスク戦線（ロシア語: Курский фронт、クルスク方面軍、もしくはクルスク正面軍とも）は、第二次世界大戦中（独ソ戦中期）、ソ連南西部のクルスク地域に短期間設置された赤軍の方面軍級部隊である。

## 概要
1943年3月23日、予備戦線（2度目）の改称により編成。
1943年3月27日、3月24日付最高司令部スタフカの命令に基づき、戦線の指揮機関は、オリョール戦線の指揮機関に改称された。

## 編制
- 第38軍 - 1941年3月23日～3月27日
- 第60軍 - 1941年3月23日～3月27日
- 第15航空軍 - 1941年3月23日～3月27日

## 指揮官
- 司令官：マークス・レイテル大将
- 軍事会議議員：I.スサイコフ中将
- 参謀長：L.サンダロフ中将